# Anourosorex yamashinai
Anourosorex yamashinai ist eine Spitzmausart aus der Gattung der Stummelschwanzspitzmäuse (Anourosorex). Sie ist endemisch auf der Insel Taiwan.

## Merkmale
Mit einer Kopf-Rumpf-Länge von 5 bis 9,8 Zentimetern zählt die Art zu den kleinen bis mittelgroßen Spitzmausarten. Der Schwanz erreicht eine Länge von 7 bis 13 Millimetern und die Hinterfüße von 11 bis 16 Millimetern. Wie bei allen Arten der Gattung ist der Schwanz sehr kurz und dünn. Die Art ähnelt Anourosorex squamipes, ist jedoch deutlich kleiner und hat einen kürzeren Schwanz. Rücken und Bauch sind einheitlich dunkelgrau bis -braun, wobei die Bauchseite leicht heller ist. Die Vorderfüße besitzen deutlich vergrößerte Krallen.
| 1 | · | 2 | · | 1 | · | 3 | = 26 |
| 1 | · | 1 | · | 1 | · | 3 | = 26 |

Der Schädel hat eine maximale Länge von 23 bis 26 Millimetern. Wie alle Arten der Gattung besitzt die Art im Oberkiefer pro Hälfte einen Schneidezahn (Incisivus), zwei Eckzähne (Canini), einen Vorbackenzahn (Praemolar) und drei Backenzähne (Molares). Im Unterkiefer befindet sich in jeder Hälfte nur ein Eckzahn. Insgesamt haben die Tiere somit 26 Zähne. Die dritten Backenzähne sind sowohl im Ober- wie im Unterkiefer reduziert.

## Verbreitung

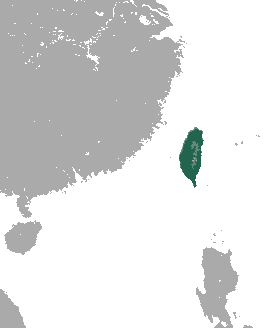
Verbreitungsgebiet von Anourosorex yamashinai

Anourosorex yamashinai kommt nur auf der Insel Taiwan vor der chinesischen Küste vor. Sie ist damit ein Endemit dieser Insel.

## Lebensweise
Der bevorzugte Lebensraum von Anourosorex yamashinai befindet sich in Höhenlagen von 300 bis 3000 Metern. Der Lebensraum besteht aus Bergwäldern, teilweise subtropischen  Mischwäldern und in höheren Lagen auch Bergwiesen. Darüber hinaus wurde die Art in landwirtschaftlichen Flächen und Bambuspflanzungen entdeckt.
Die Art ist wie andere Arten der Gattung an eine unterirdische Lebensweise angepasst, ihre Nahrung findet sie jedoch auch teilweise in der Bodenauflage. Die Nahrung besteht wie bei anderen Spitzmäusen aus Insekten, Würmern und anderen wirbellosen Tieren. Über die Fortpflanzung liegen kaum Daten vor.

## Systematik
Anourosorex yamashinai wird als eigenständige Art innerhalb der Gattung der Stummelschwanzspitzmäuse (Anourosorex) eingeordnet, die aus vier Arten besteht. Die wissenschaftliche Erstbeschreibung stammt von Kuroda aus dem Jahr 1935. Ursprünglich wurde nur die Art Anourosorex squamipes anerkannt, heute gelten neben Anourosorex yamashinai auch Anourosorex assamensis und Anourosorex schmidi als gültige Arten.
Es werden keine Unterarten unterschieden.

## Bedrohung und Schutz
Die Art wird von der International Union for Conservation of Nature and Natural Resources (IUCN) aufgrund des relativ großen Verbreitungsgebietes auf Taiwan und der Anpassung an unterschiedliche Lebensräume sowie der angenommenen Bestandsgröße als nicht gefährdet („least concern“) eingestuft. Gefährdungen für die Art sind nicht bekannt und ein signifikanter Rückgang der Populationen wird nicht angenommen.

## Belege
1. 1 2 3 4 5  Robert S. Hoffmann, Darrin Lunde: Taiwanese Mole Shrew. In: Andrew T. Smith, Yan Xie: A Guide to the Mammals of China. Princeton University Press, Princeton NJ 2008, ISBN 978-0-691-09984-2, S. 304–305.
2. 1 2 3 4  Anourosorex yamashinai in der Roten Liste gefährdeter Arten der IUCN 2012.2. Eingestellt von: A.T. Smith,C. Johnston, 2008. Abgerufen am 28. Juni 2013.
3. 1 2 3   Anourosorex yamashinai (Memento vom 10. November 2013 im Internet Archive). In: Don E. Wilson, DeeAnn M. Reeder (Hrsg.): Mammal Species of the World. A taxonomic and geographic Reference. 2 Bände. 3. Auflage. Johns Hopkins University Press, Baltimore MD 2005, ISBN 0-8018-8221-4.